# Dopełnienie dalsze
Treść tego artykułu należy opracować w taki sposób, aby nie uwypuklała nadmiernie polskiej specyfiki / aby nie zawężała się tylko do polskich warunków
Dokładniejsze informacje o tym, co należy poprawić, być może znajdują się w dyskusji tego artykułu.
 Po wyeliminowaniu niedoskonałości należy usunąć szablon {{Dopracować}} z tego artykułu.
Dopełnienie dalsze – dopełnienie, przy którego użyciu nie można przekształcić zdania ze strony czynnej na stronę bierną, tak aby dotychczasowe dopełnienie przejęło rolę podmiotu. Przy transformacji zdania do strony biernej dopełnienie dalsze nie zmienia swojej formy, np:
- Strona czynna: Michał wręczył portierowi dokumenty.
- Strona bierna: Dokumenty zostały wręczone portierowi przez Michała.

Dopełnienie dalsze występuje w celowniku, narzędniku lub miejscowniku. Nie wszystkie czasowniki konotują dopełnienie dalsze. Istnieją czasowniki mogące konotować zarówno dopełnienie bliższe jak i dalsze.
Przykłady mają czasowniki z dopełnieniem dalszym:
- Marek zachwyca się (N. kim? czym?) górskim krajobrazem.
- Przyglądam się (C. komu? czemu?) przechodniom.
- Porozmawiajmy (Ms. o kim? o czym?) o uczuciach.

Przykłady czasowników z dwoma dopełnieniami:
- Kupiłem kotu żarcie.
- Daj mi spokój.